# مودلیشوکو
مودلیشوکو (به لاتین: Modliszewko) یک روستا در لهستان است که در گمینا گنگزنو واقع شده‌است.